# Friedensweg Alfter-Roisdorf
Der Friedensweg ist eine von Wilhelm Maucher als Friedensmahnmal geschaffene Anlage an der Grenze zwischen Alfter und dem Nachbarort Roisdorf unweit von Bonn.

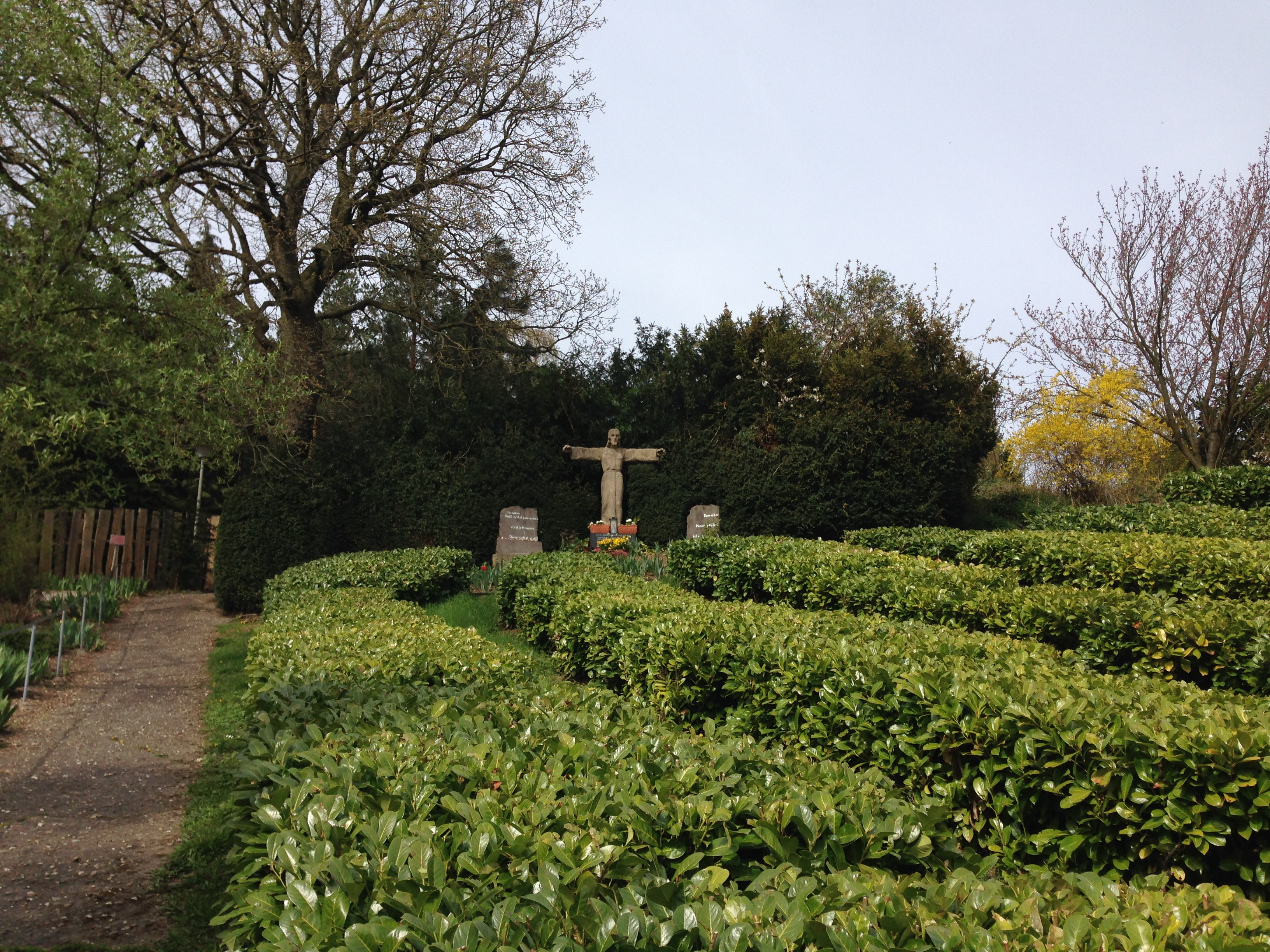
Friedensweg (links) mit segnendem Christus (April 2015)

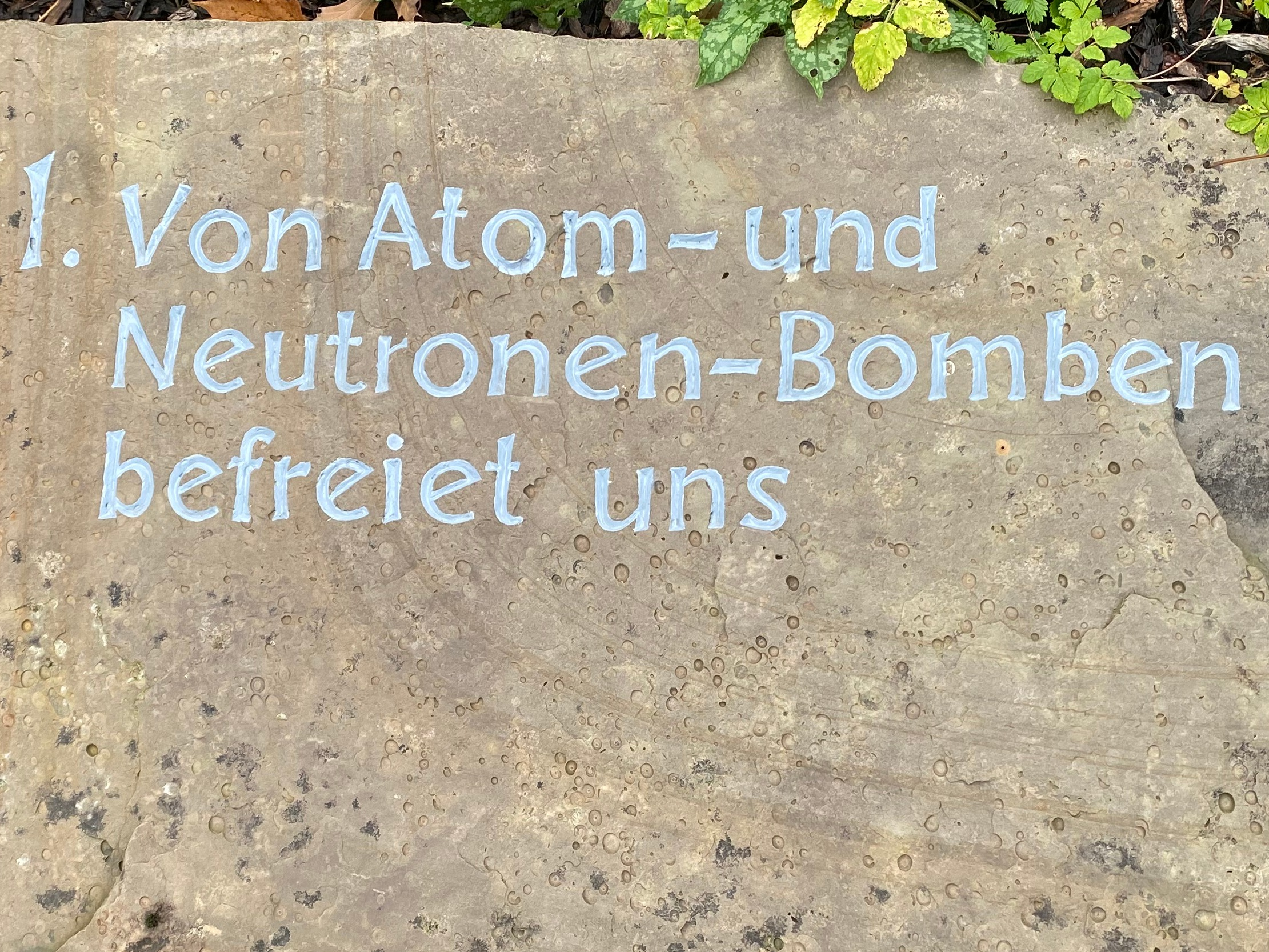
1. Gebotsstein (November 2023)

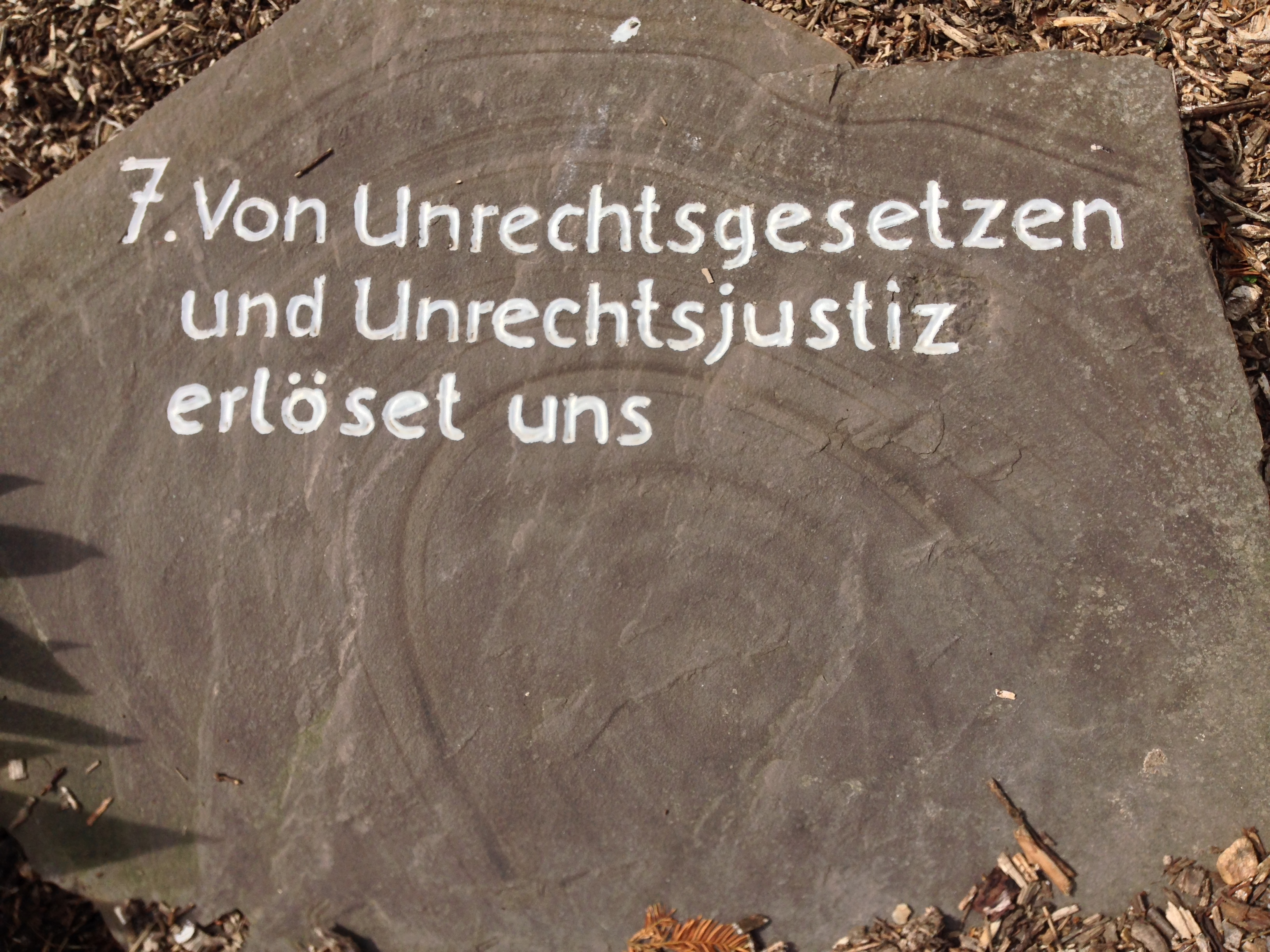
7. Gebotsstein (April 2015)

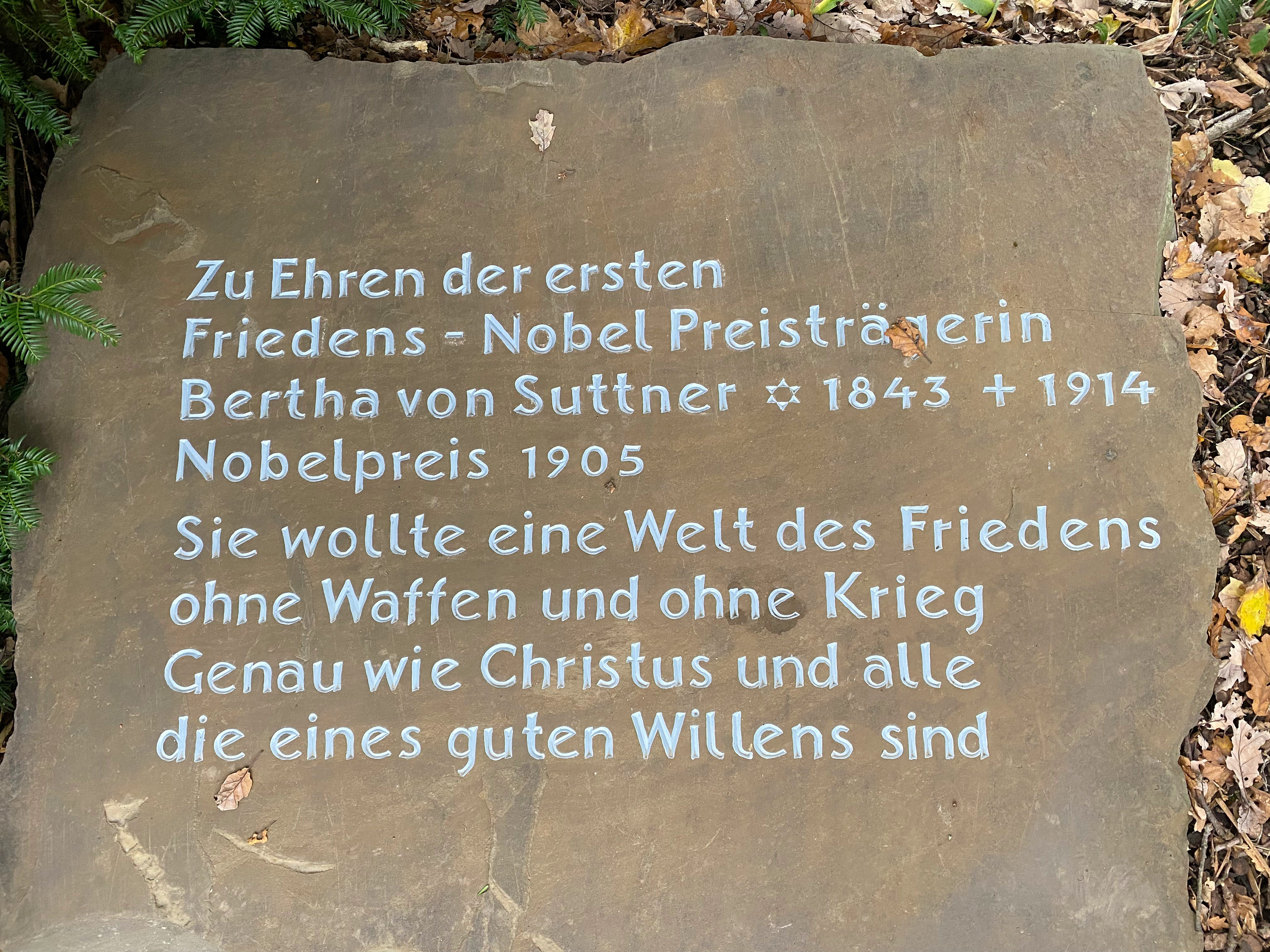
Gedenktafel Bertha von Suttner (November 2023)

## Entstehung und Lage
Über Jahrzehnte hinweg gestaltete der als Alfterer Brombeerweinproduzent Wilhelm Maucher den Friedensweg als Ausdruck für Frieden und gegen Gewalt und Unrecht.
Die Bezeichnung Friedensweg ist erst spät (nach 1978) entstanden. Zunächst ließ Maucher 1945 nur die Christusstatue am „Heiligen Grab“ errichten. 1955 folgten die Inschriftsteine rechts und links von der Statue. 1978 folgten die zehn Gebotssteine sowie ein Aufruf Mauchers, den Frieden zu sichern. 1993 folgte ein Stein zu Ehren Bertha von Suttners.
Der auf den Vorgebirgshöhen inmitten von Baumgärten und Brombeerplantagen gelegene, steil den Hang hinaufführende Pfad verbindet den Alfterer jüdischen Friedhof und das ehemalige Ausflugslokal „Heimatblick“.

## Die Gebotssteine
Auf dem Boden neben dem Pfad ließ Maucher im Jahre 1978 mit Inschriften versehene Natursteinplatten verlegen.
10 Gebotssteine, nach denen alle Politiker und Machthaber dieser Erde handeln sollen!
verkündet ein erster Stein, ein zweiter:
Diese Steine reden für alle, die zu feige oder träge sind.
Auf jeder der folgenden Steinplatten ist eine litaneiartig formulierte Bitte eingemeißelt:
1. Von Atom- und Neutronen-Bomben befreiet uns

2. Von Chemiegiften, Strahlen und Napalm bewahret uns

3. Von Auf- und Wettrüsten erlöset uns

4. Von Militaristen und Nazis befreiet uns

5. Von Arbeitslosigkeit und Aussperrung errettet uns

6. Vor Volksverdummung durch Massenmedien bewahret uns

7. Von Unrechtsgesetzen und Unrechtsjustiz erlöset uns

8. Anstatt Strafen nur noch Umerziehung, Besserung und Wiedergutmachung bescheret uns

9. Vor Milliarden-Steuerverschwendung bewahret uns

10. Vor Diktaturen und Schikanen behütet uns
Weitere Steine tragen die Widmung
Zu Ehren der ersten

Friedens-Nobel-Preisträgerin

Bertha von Suttner * 1843 + 1914

Nobelpreis 1905

Sie wollte eine Welt des Friedens

ohne Waffen und ohne Krieg

Genau wie Christus und alle

die eines guten Willens sind.
sowie einen weiteren Appell
Helft mit, durch Abrüstung und Kriegdienstverweigerung den Frieden zu sichern, sonst kommt die Vernichtung / 1978 Wilhelm Maucher.
Vervollständigt wird dies durch einen Stein mit der Inschrift:
Nur absolute Pazifisten und Kriegsdienstverweigerer und Deserteure sind echte und wahre Helden für den Frieden und Märtyrer gegen alle Kriege auf Erden.

## Der „Segnende Christus“

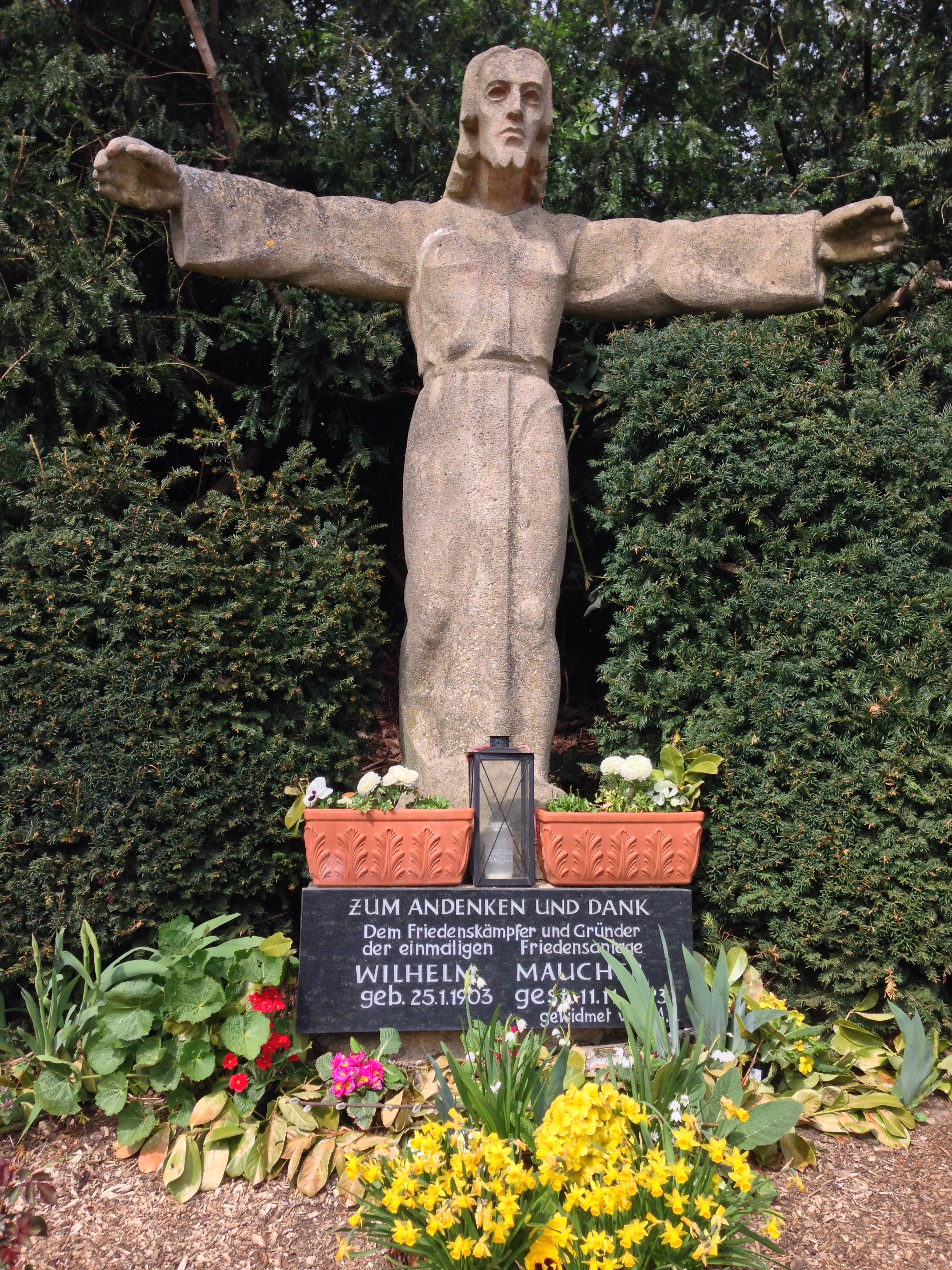
„Segnender Christus“ (April 2015)

Eine steinerne Statue des „Segnenden Christus“, der von exponiertem Standort die Arme über Alfter und die Ebene nach Bonn hin ausbreitet, bildet den Schluss- und Zielpunkt des Friedenswegs. Sie hatte Maucher als erstes Element der Anlage unmittelbar nach Kriegsende, auf dem seiner Familie gehörenden Grundstück aufstellen lassen.
Auf einer Hinweistafel schilderte Maucher selbst Umstände und Motivation der Errichtung:
Diese Christusstatue wurde errichtet im Jahre 1945 zum Dank für Errettung aus den großen Kriegsnöten. Sie wurde am ersten Sonntag im Oktober 1945 vom hochwürdigen Herrn Dr. Daniels aus dem Priesterseminar in Bonn unter Beisein von 50 bis 60 Freunden und Bekannten unserer Familie feierlichst gesegnet und eingeweiht. Die Einweihungsworte waren die, wenn wieder christliche Zeichen im öffentlichen Leben entstehen, statt heidnische gottlose Propaganda, wird es wieder eine bessere Zukunft für alle Völker und Rassen geben. Die unglücklichen Zeiten, die wir erlebten, sind die Folgen vom Abfall der Völker von Christus und seinen Geboten. In diesem Sinne soll diese Christusstatue alle Besucher mahnen und lehren.
Für die Ausführung der Statue, die an die berühmte Christus-Statue von Rio de Janeiro erinnert, hatte Maucher den in Bonn wirkenden Bildhauer Jakobus Linden (1886–1950) gewinnen können, dem er freundschaftlich verbunden war.
Maucher ergänzte die Christus-Statue später durch zwei Inschriftsteine:
Das wahre Recht richtet ganz anders als alle Menschen. Darum richtet nicht!
und
Denn aller Menschen Urteil ist irrig oder böse.
Auch hierzu findet sich eine erläuternde Tafel:
Diese Worte sollen die Menschen, welche über ihre Mitmenschen so gerne richten und urteilen, zur Besinnung bringen, dass dadurch schon soviel Leid, Unrecht und Streit über die Menschheit gekommen ist …

## Das „Heilige Grab“
Die Wahl des Standorts der Christus-Statue erläutert Maucher ebenfalls:
Sie wurde gerade an dieser Stätte errichtet, weil es nach einer Legende an diesem Ort „Am heilige Grab“ heißen soll …
Als das „Heilige Grab“ aber bezeichnete man einen großen bronzezeitlichen Grabhügel, der zwar durch roden und beackern eingeebnet, doch von Mauchers Vater mit Kiefernbäumen gekennzeichnet worden war.
Die mit ihm verbundene Sage berichtet von einem Roisdorfer, der als Buße auferlegt bekam, zum Heiligen Grab nach Jerusalem zu pilgern, dies aber unterließ. Als Ersatz verpflichtete ihn sein Beichtvater, im Wald hinter dem Dorf ein Grab auszuheben und dort täglich Gebete zu verrichten – ein Brauch, der von den Einwohnern Roisdorfs über Jahrhunderte als Bußgang zum „Heiligen Grab“ gepflegt worden sein soll.

## Bedrohung und Rettung

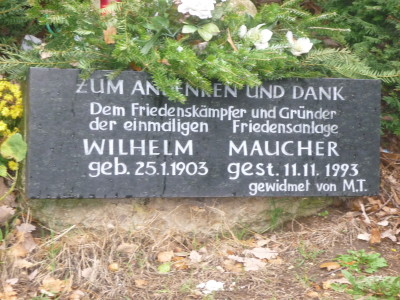
Gedenktafel Wilhelm Maucher

Der Friedensweg war im Herbst 2009 akut bedroht: Die neuen Eigentümer des ehemaligen Ausflugslokals „Heimatblick“ beabsichtigten, ihn zu beseitigen. Auf Initiative des den Friedensweg pflegenden Motorradclubs „Kuhle Wampe“ engagierten sich Vereine und Lokalpolitiker erfolgreich für seine Erhaltung.

## Vandalismus und Restaurierung
Im Frühjahr 2022 beschmierten Unbekannte die Steine mit schwarzer Farbe und beschädigten die Steine. Mit Hilfe eines örtlichen Steinmetzes und großzügiger Spenden aus dem Ort konnten die Vandalismusschäden beseitigt und die Steine restauriert werden. Am 11. November 2023 wurde das Ergebnis der Öffentlichkeit präsentiert. Nach der Restaurierung sind die Steine heller und die Schrift ist in einem hellen Blauton.